# Janice Knowlton
Janice Gail Knowlton (Beverly, 8 gennaio 1937 – Anaheim, 5 marzo 2004) è stata una cantante, ballerina e scrittrice statunitense, divenuta famosa per aver accusato il proprio padre dell'omicidio della Dalia Nera.

## Biografia

### Gioventù e carriera
Knowlton nacque l'8 gennaio 1937 a Beverly in Massachusetts, figlia di George e Marjorie Knowlton, ma è cresciuta nella Nuova Inghilterra e in California.
Laureatasi alla Beverly High School nel 1954. Sul finire degli Anni Sessanta, si trasferì nella Contea di Orange, in California dove lavorò come impiegata a Disneyland fino al 1973. Continuò la sua carriera di cantante finché non aprì un'agenzia di pubbliche relazioni.

### Le accuse di Janice
Nei primi anni novanta, Janice dichiarò di aver visto suo padre George, morto in un incidente automobilistico nel 1962, uccidere Elizabeth Short. Le sue dichiarazioni si baserebbero su ricordi riaffiorati in seguito ad una terapia, e non vennero giudicate attendibili dalla polizia.
Nel 1995, insieme a Michael Newton scrisse il libro Mio padre è l'assassino della Dalia Nera, in cui continua ad affermare che è stato suo padre ad uccidere la giovane Elizabeth Short. Nel suo libro, la Knowlton sostiene che il padre e la Short avrebbero avuto una relazione, che la stessa Short sarebbe stata ospite a casa sua e che lei stessa sarebbe stata costretta a seguire il padre durante le operazioni di occultamento del cadavere.
In seguito, Janice diventerà molto conosciuta nei vari newsgroups di Internet che parlano del delitto della Dalia Nera a causa delle sue continue accuse riguardanti molti dei personaggi che ruotano intorno alla vicenda.
Nel 1998, invia un messaggio in un gruppo Usenet dove nomina il dottor George Hodel additandolo come uno dei sospetti. Poco tempo dopo, nascerà una lunga corrispondenza via e-mail fra Janice Knowlton e Tamara Hodel, figlia del dottor Hodel.
Nel 1999, dichiara su vari forum tematici che anche l'editore del Los Angeles Times Norman Chandler ha partecipato alle operazioni di "insabbiamento".
In seguito iniziò a dichiarare sugli stessi forum che nella notte di Halloween del 1946 sarebbe stata "venduta" per la prima volta, alla tenera età di 9 anni, come baby-prostituta ad una setta satanica di Pasadena. Affermò inoltre che successivamente, sarebbe stata "venduta" a star dello spettacolo e personaggi importanti dell'epoca (al momento delle accuse, tutti morti), come appunto Norman Chandler, Gene Autry (dalla lei sempre chiamata erroneamente Autrey), Arthur Freed e Walt Disney.
Poco tempo dopo venne bannata dai forum che frequentava a causa del suo comportamento, giudicato ossessivo e "spammatorio".

### Morte
Janice Knowlton morì suicida il 5 marzo 2004, all'età di 67 anni, nella sua casa ad Anaheim per un'overdose di farmaci, regolarmente prescritti.
È stata sepolta al Westminster Memorial Park a Westminster (California).